# Барбариго, Джованни Франческо
Джованни Франческо Барбариго (итал. Giovanni Francesco Barbarigo; 29 апреля 1658, Венеция, Венецианская республика — 26 января 1730, Падуя, Венецианская республика) — итальянский кардинал и доктор обоих прав. Епископ Вероны с 21 июля 1698 по 9 июля 1714. Епископ Брешии с 9 июля 1714 по 20 января 1723. Епископ Падуи с 20 января 1723 по 26 января 1730. Кардинал in pectore с 29 ноября 1719 по 30 сентября 1720. Кардинал-священник с 30 сентября 1720, с титулом церкви Санти-Марчеллино-э-Пьетро с 20 июня 1721 по 26 января 1730. 

## Ранние годы, образование и священство
Родился в Венеции в 1658 году. Принадлежал к знатнейшему венецианскому патрицианскому роду Барбариго, был племянником святого Грегорио Барбариго, также из рода Барбариго вышло ещё два кардинала: Анджело Барбариго и Маркантонио Барбариго.
Обучался в университете Павии, окончил его с докторской степенью utroque iure, по каноническому и гражданскому праву.
После окончания обучения принял священнический сан и поступил на дипломатическую службу в Венецианской республике, в рамках которой дважды посещал Францию с дипломатическими миссиями к королю Людовику XIV.

## Епископы Вероны и Брешии
21 июля 1698 года назначен епископом Вероны, которая в описываемый период принадлежала Венецианской республике. Епископская хиротония состоялась 17 августа того же года, её возглавлял кардинал Себастьяно Танара. На посту епископа Вероны Барбариго проявил себя хорошо, он осуществил издание в своей епархии трудов Зенона Веронского, финансировал написание и издание труда по истории веронской епархии, начал строительство новой семинарии. Укрепил дисциплину и улучшил поведение священников епархии, лично посещая различные приходы. Самостоятельно написал катехизис для детей бедных, которым он оказывал и большую материальную помощь. В 1702 году из личных средств оказал помощь жертвам сильной эпидемии. В 1712 году пригласил в Верону ораторианцев, предоставив им для деятельности веронскую церковь Сан-Фермо-и-Рустико.
9 июля 1714 года был переведён на кафедру Брешии. Барбариго покидал Верону с большой неохотой, но не мог ослушаться прямого приказа папы. 

## Кардинал
29 ноября 1719 был возведён папой Климентом XI в кардиналы in pectore (тайно). На консистории 30 сентября 1720 года о его назначении было объявлено открыто, он стал кардиналом-священником с титулом церкви Санти-Марчеллино-э-Пьетро.
20 января 1723 года вновь сменил кафедру, став епископом Падуи. Принимал участие в конклавах 1721 и 1724 годов, избиравших соответственно Иннокентия XIII и Бенедикта XIII.
Был горячим сторонником беатификации своего дяди Грегорио Барбариго (состоялась уже после его смерти в 1771 году). Умер 26 января 1730 года в Падуе, похоронен в соборе Падуи рядом с могилой своего дяди